# Liste des intercommunalités en Guyane

Intercommunalités en Guyane.

La Guyane compte quatre intercommunalités qui regroupent les 22 communes du département : une communauté d'agglomération et trois communautés de communes.

## Liste des intercommunalités
| Forme juridique            | Sigle | Nom                                           | no SIREN  | Date de création | Nombre de communes | Population (der. pop. légale) | Superficie (km2) | Densité (hab./km2) | Siège         | Président        |
| -------------------------- | ----- | --------------------------------------------- | --------- | ---------------- | ------------------ | ----------------------------- | ---------------- | ------------------ | ------------- | ---------------- |
| Communauté d'agglomération | CACL  | Communauté d'Agglomération du Centre Littoral | 249730045 | 23 décembre 2011 | 6                  | 151 103 (2021)                | 5 086,90         | 30                 | Cayenne       | Serge Smock      |
| Communauté de communes     | CCEG  | Communauté de Communes de l'Est Guyanais      | 249730052 | 5 novembre 2002  | 4                  | 8 557 (2021)                  | 25 560,0         | 0                  | Saint-Georges | Georges Elfort   |
| Communauté de communes     | CCOG  | Communauté de Communes de l'Ouest Guyanais    | 249730037 | 29 décembre 1994 | 8                  | 97 568 (2021)                 | 40 945,0         | 2                  | Mana          | Sophie Charles   |
| Communauté de communes     | CCDS  | Communauté de Communes Des Savanes            | 200027548 | 1er janvier 2011 | 4                  | 29 390 (2021)                 | 11 942,0         | 3                  | Kourou        | François Ringuet |